# ジェイムス・クリュス
ジェイムス・クリュス（James Krüss, 1926年5月31日 - 1997年8月2日）は、ドイツの児童文学作家。

## 来歴
1926年にシュレースヴィヒ＝ホルシュタイン州ヘルゴラント島に生まれる。父は電気屋、母はロブスター漁師の娘。軍港だったヘルゴラント島は空襲の標的となったために、ドイツ本土に移住。
1956年に処女作『ロブスター岩礁の燈台』が出版され、好評をもって迎えられる。1962年には四作目の作品で、代表作となる『笑いを売った少年』を発表する。
1968年に国際アンデルセン賞が与えられた。1973年『クリュス選集』の翻訳により日本翻訳文化賞受賞。
ドイツでは、エーリッヒ・ケストナー、ミヒャエル・エンデとともに３大児童文学作家と遇されている。1997年に71歳で亡くなった。

## 作品
- 『ロブスター岩礁の燈台』（1956年）
- 『ひいじいちゃんとぼく』（1959年）
- 『笑いを売った少年』（1962年）
- 『ロブスター岩礁の夏休み』（1977年）

## 日本語訳

### 小説
- 『ひいおじいさんとぼく』(少年少女新世界文学全集(ドイツ現代編)) 植田敏郎訳 油野誠一等絵. 講談社, 1963
- 『ザリガニ岩の灯台』(世界の子どもの本 植田敏郎訳, ロルフ・レティッヒ 絵. 偕成社, 1966
- 『ワシとハト』大塚勇三訳, 寺島竜一絵. 岩波書店, 1967
- 『わらいを売った少年』植田敏郎 訳 世界の名作図書館 講談社, 1968
- 『マルチンのはつめい へんてこなきかいのはなし』植田敏郎訳, ディートリッヒ・ランゲ 絵. 偕成社, 1968
- 『風のうしろのしあわせの島』(国際アンデルセン大賞名作全集 植田敏郎 訳, E.ビンダーシュトラスフルト 絵. 講談社, 1969
- 『パウリーネと風の中の王子』(国際アンデルセン大賞名作全集 植田敏郎 訳, J.バルトシュ, D.ランゲ 絵. 講談社, 1969
- 『フロレンティーネのいたずら日記』植田敏郎 訳, マイアーアルベルト 絵. 講談社, 1969
- 『やせっぽちのフロレンティーネ』植田敏郎 訳, エリカ・マイアーアルベルト 絵. 講談社, 1969
- 『あごひげ船長九つ物語』(クリュス選集 ; 4) 植田敏郎 訳, J.バルトシュ 絵. 講談社, 1973.3
- 『笑いを売った少年』（森川弘子訳、2004年、未知谷）
- 『ロブスター岩礁の燈台』（森川弘子訳、2004年、未知谷）
- 『涙を売られた少女』（森川弘子訳、2006年、未知谷）

### 絵本
- 『かくれているものなあーに?』ヘルベルト=レンツ え, 前川康男訳. 偕成社, 1977.10
- 『あおいバスといたずらオトカー』リースル・シュティッヒ え, 石川素子訳. 福武書店, 1988.3
- 『ながいおはなのハンス』スタシス・エイドリゲビシウス え, 天沼春樹訳. ほるぷ出版, 1991.12
- 『ゆうびんひこうきこうのとりごう』（畑澤裕子訳、リーズル・シュティッヒ絵、2008年、フレーベル館）
- 『たびにでたろめんでんしゃ』（はたさわゆうこ訳、リーズル・シュティッヒ絵、2008年、フレーベル館）
- 『きかんしゃヘンリエッテ』（はたさわゆうこ訳、リーズル・シュティッヒ絵、2008年、フレーベル館）
- 『あおバスくん』（はたさわゆうこ訳、リーズル・シュティッヒ絵、2008年、フレーベル館）